# Hamza élevée
Le hamza élevée est une lettre additionnelle de l’alphabet arabe utilisée dans l’écriture du kazakh en Chine.